# Kirchberg am Wagram
Kirchberg am Wagram je městys v Rakousku ve spolkové zemi Dolní Rakousy v okrese Tulln.

## Geografie

### Geografická poloha
Kirchberg am Wagram se nachází ve spolkové zemi Dolní Rakousy v regionu Weinviertel a jižním cípem svého území zasahuje do regionu Mostviertel. Rozloha území městyse činí 60,26 km², z nichž 10,5 % je zalesněných.

### Části obce
Území městyse Kirchberg am Wagram se skládá ze třinácti částí (v závorce uveden počet obyvatel k 1. 1. 2015):
- Altenwörth (246)
- Dörfl (225)
- Engelmannsbrunn (312)
- Gigging (113)
- Kirchberg am Wagram (1.172)
- Kollersdorf (169)
- Mallon (112)
- Mitterstockstall (168)
- Neustift im Felde (230)
- Oberstockstall (221)
- Sachsendorf (141)
- Unterstockstall (255)
- Winkl (171)

### Sousední obce
- na severu: Großriedenthal, Großweikersdorf
- na východu: Königsbrunn am Wagram
- na jihu: Zwentendorf an der Donau
- na západu: Grafenwörth, Fels am Wagram

## Politika

### Obecní zastupitelstvo
Obecní zastupitelstvo se skládá z 21 členů. Od komunálních voleb v roce 2015 zastávají následující strany tyto mandáty:
- 13 ÖVP
- 8 SPÖ

### Starosta
Nynějším starostou městyse Kirchberg am Wagram je Wolfgang Benedikt ze strany ÖVP.
Bývalí starostové
- 1870–1900 Franz Roßkopf
- do roku 2015 Johann Benedikt (ÖVP)

## Galerie

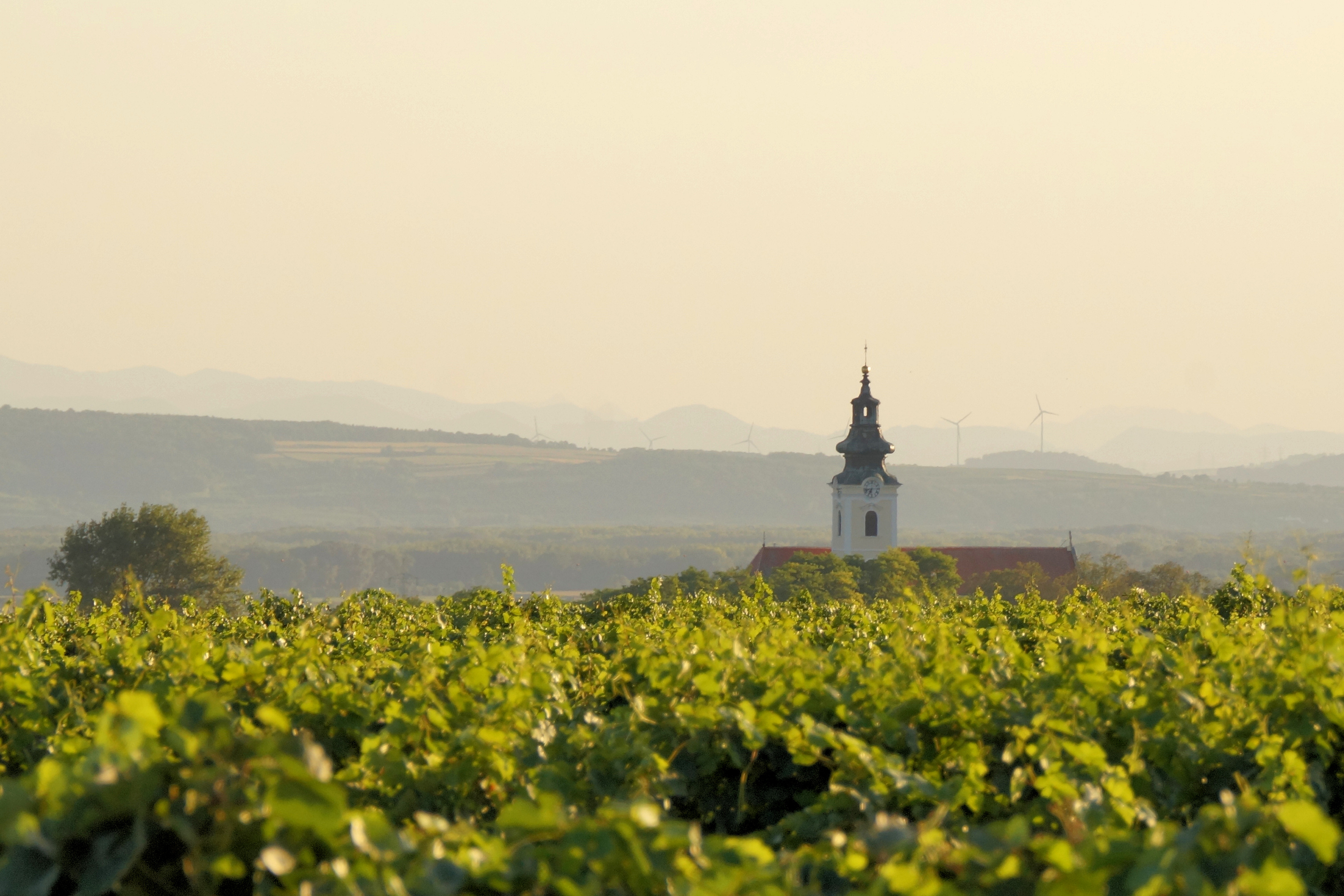
Vinice v okolí Kirchbergu
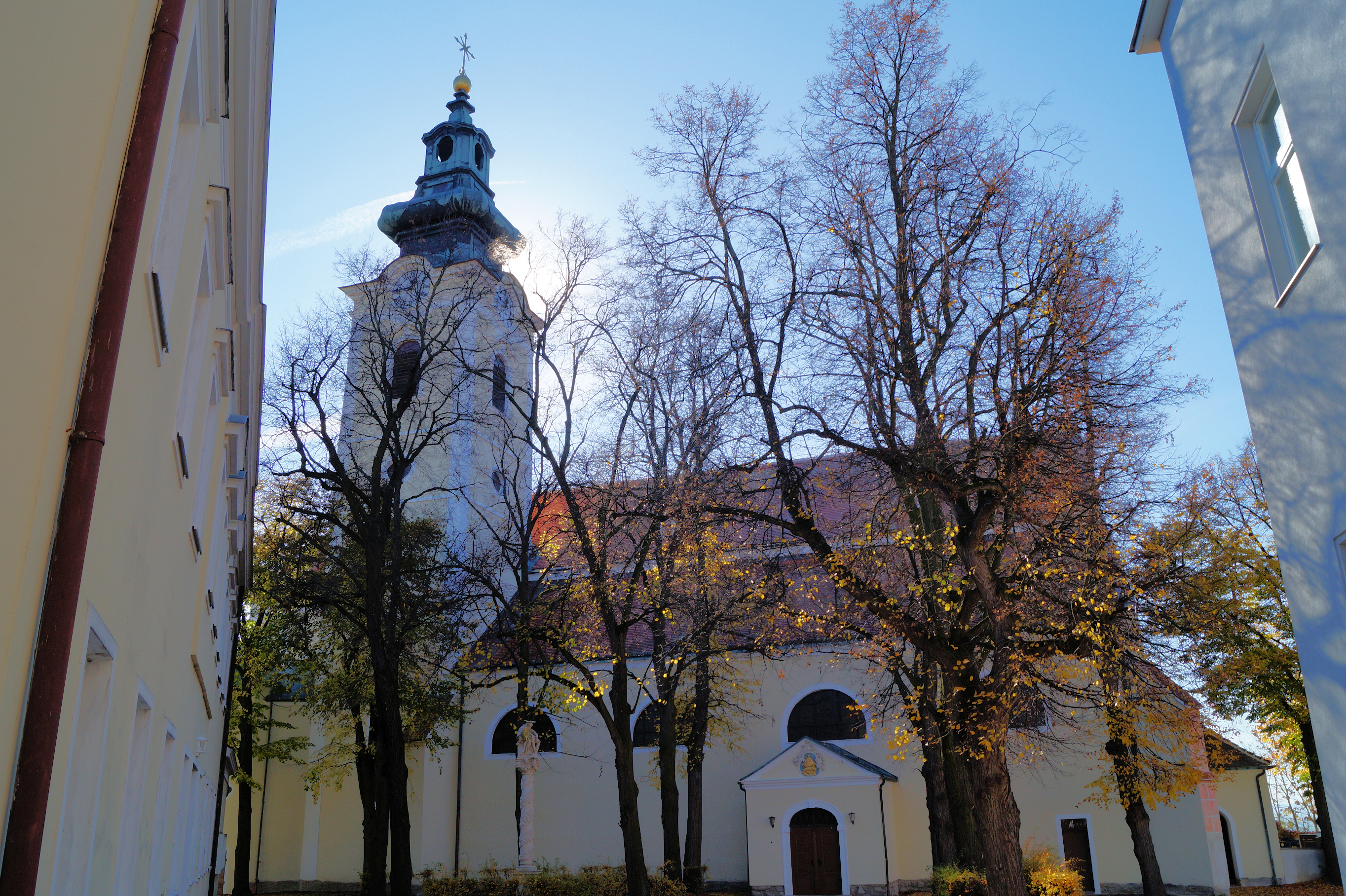
Farní kostel svatého Štěpána v Kirchbergu
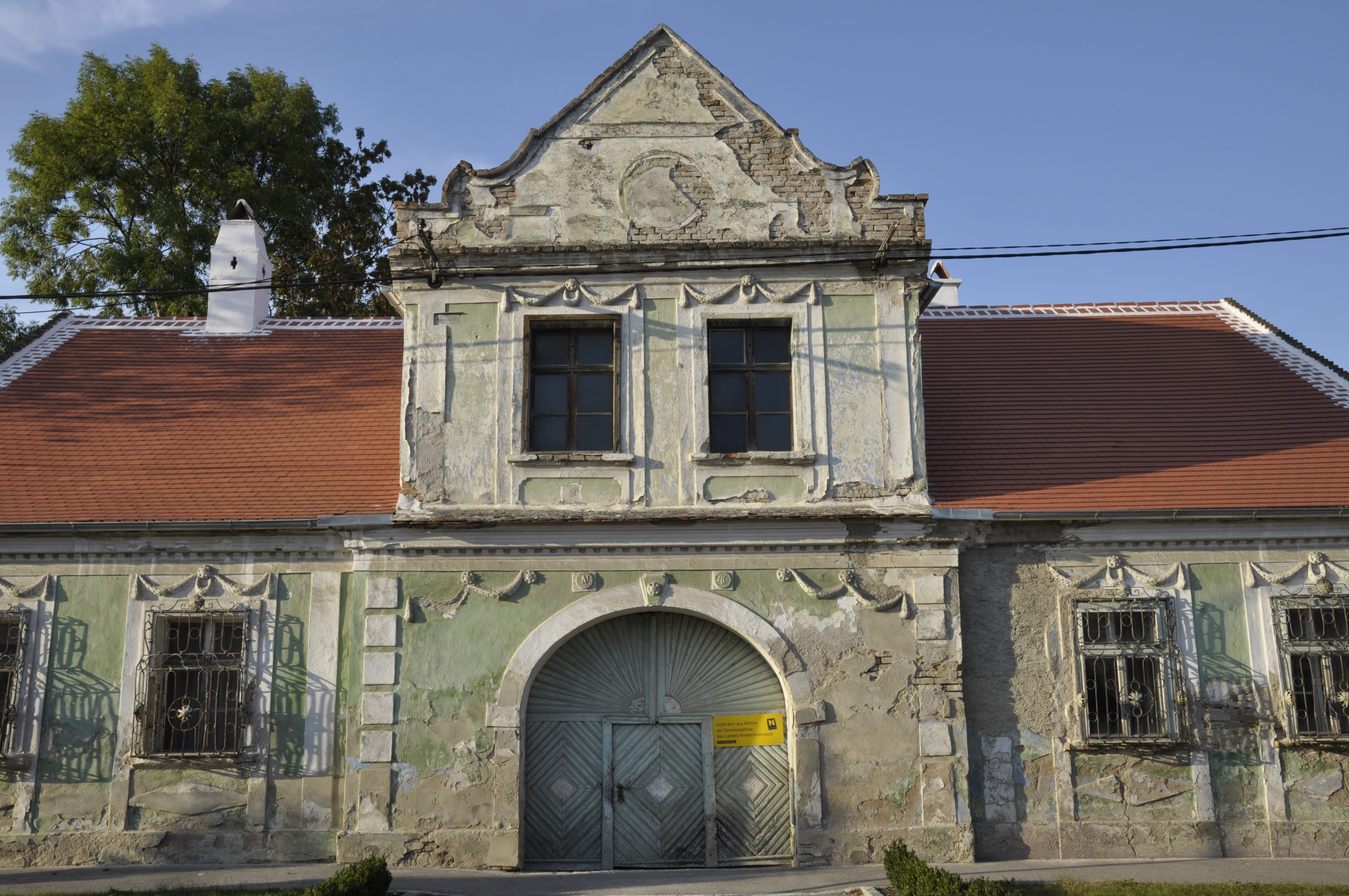
Kollersdorf
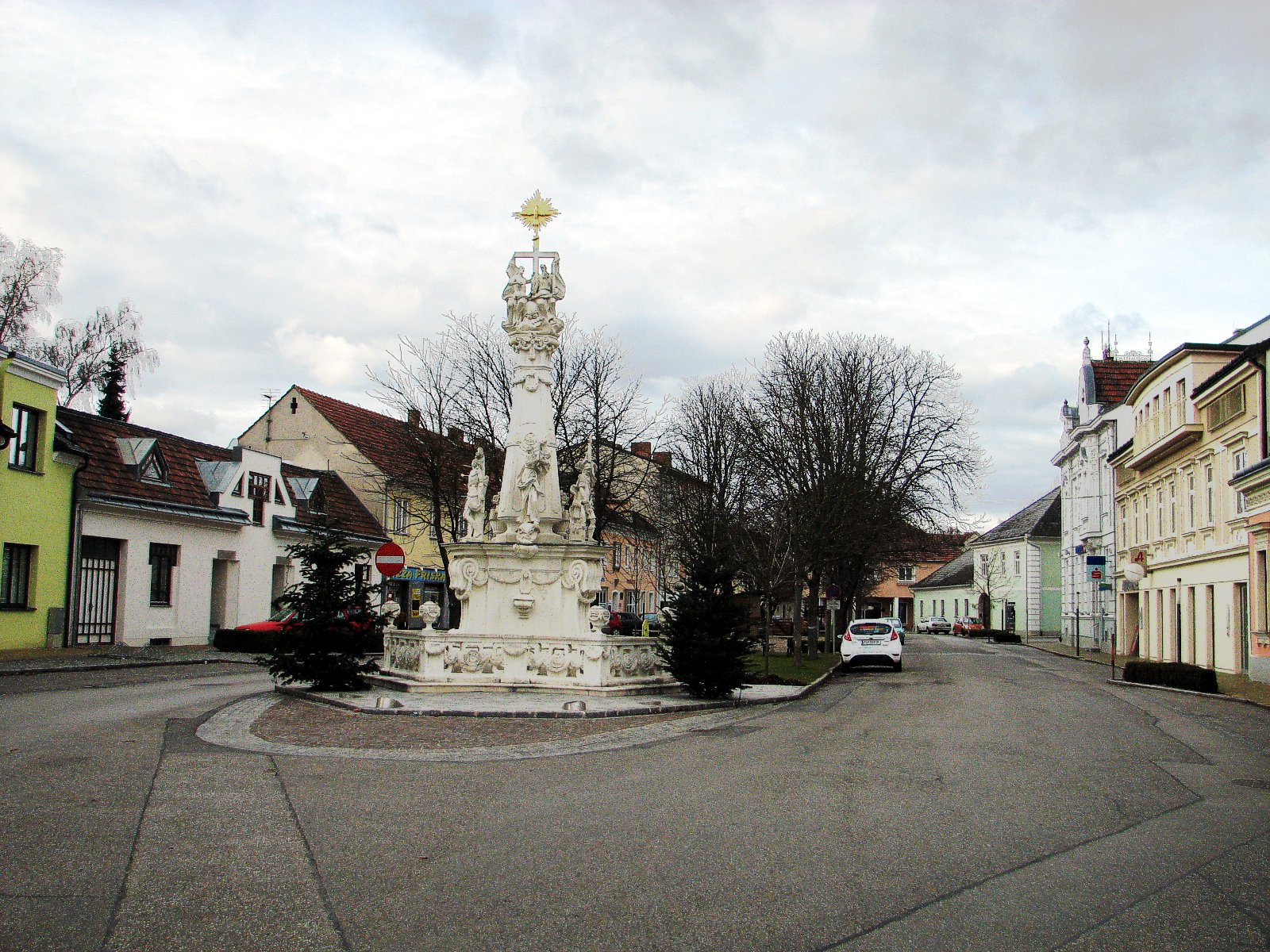
Morový sloup v Kirchbergu
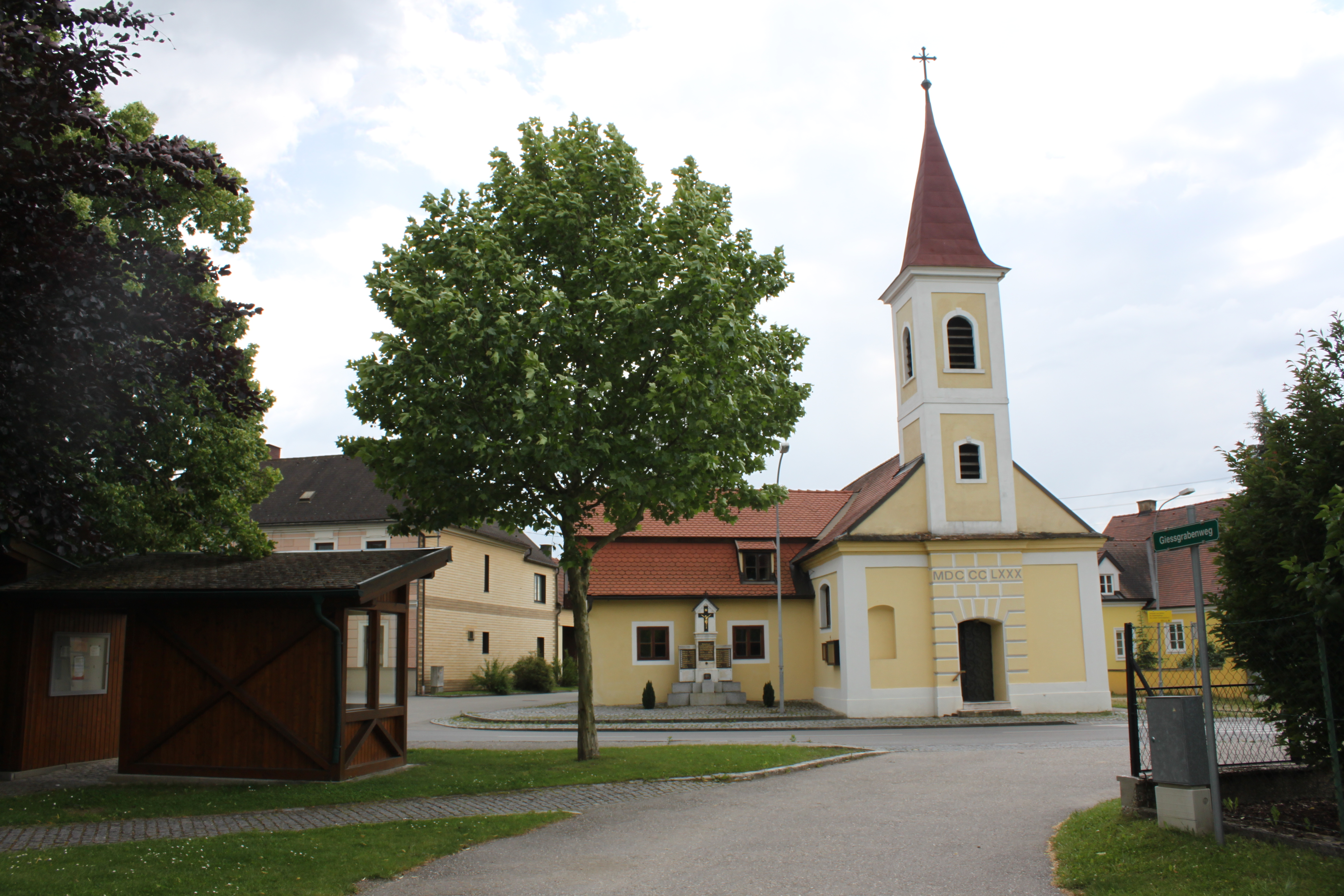
Unterstockstall
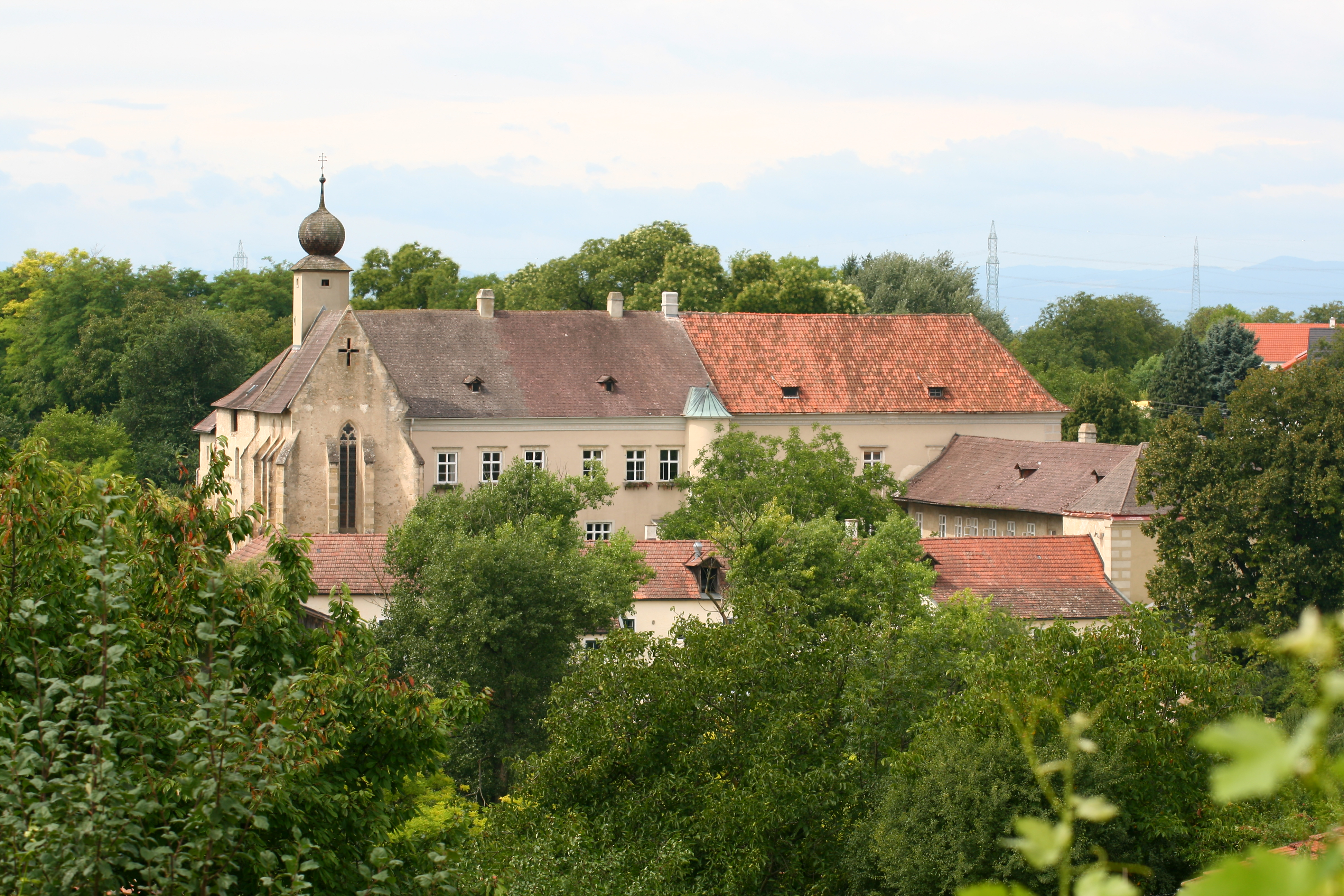
Zámek Oberstockstall
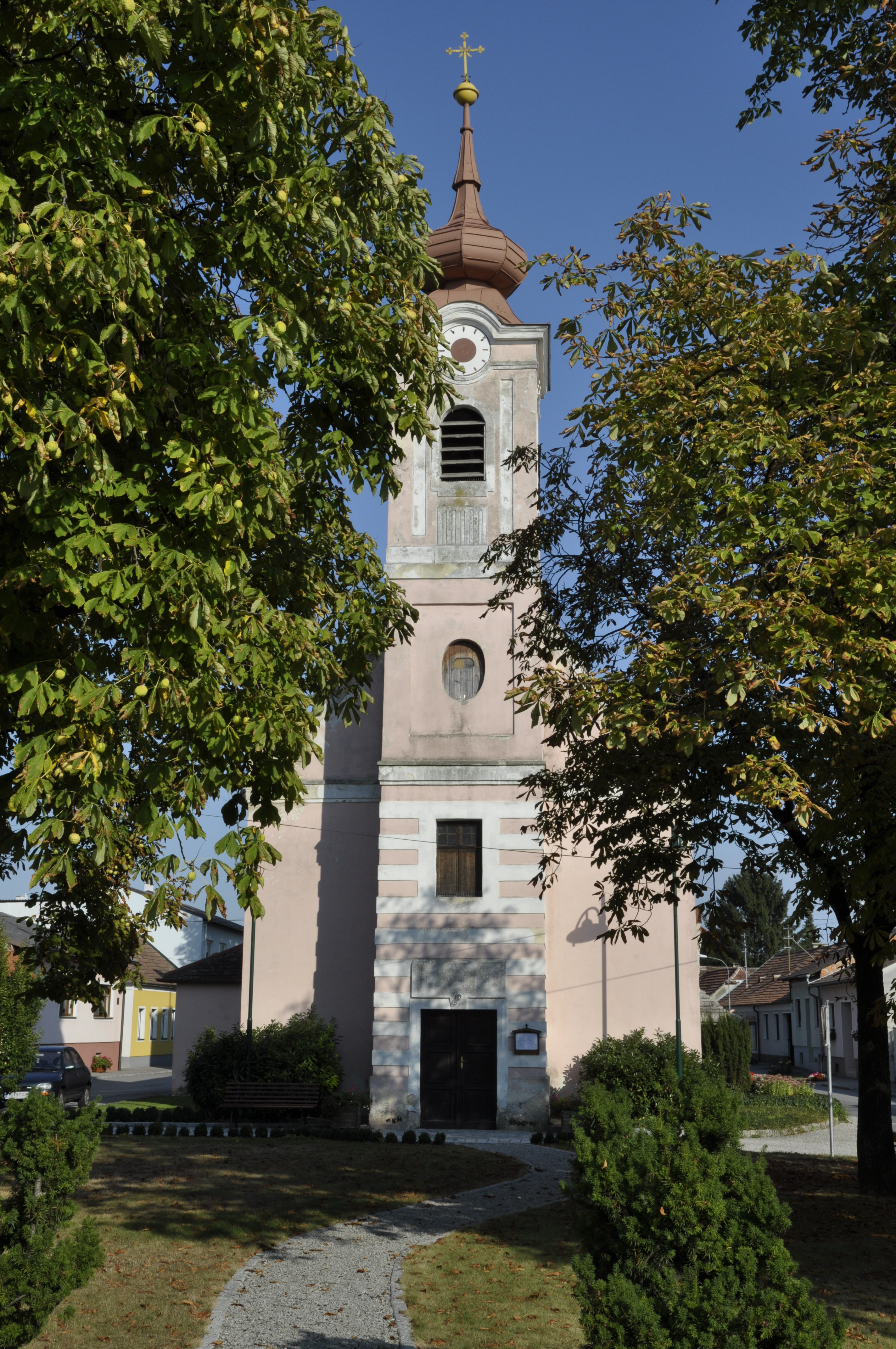
Kostel v Neustift im Felde